# Abadía de Bangor
La Abadía de Bangor (en inglés: Bangor Abbey) fue establecida por San Comgall en 558 en Bangor, Condado de Down, Irlanda del Norte, se hizo famoso por sus enseñanzas y reglas austeras. No se debe confundir con la abadía aún más antigua en Gales en la catedral de Bangor. Bangor era un centro de aprendizaje para formar misiones en la Edad Media. Solía ser llamada la "Luz del Mundo". Fue desde aquí que San Columbano emprendió su famoso viaje misionero a Europa.
Poco queda de la abadía original después de repetidos ataques de los daneses, que la destruyeron en el 824. Fue restaurada por San Malaquías en el siglo XII, entregada a los franciscanos en 1469, y a los agustinos un siglo después.